# Гравенстейн, Дебора
Дибора Моник Олга «Дебора» Гравенстейн (нидерл. Dibora Monick Olga "Deborah" Gravenstijn; 20 августа 1974, Толен) — голландская дзюдоистка лёгкой и полулёгкой весовых категорий, выступала за сборную Нидерландов в конце 1990-х и на всём протяжении 2000-х годов. Обладательница серебряной и бронзовой медалей летних Олимпийских игр, многократная призёрка европейских и мировых первенств, победительница многих турниров национального и международного значения.

## Биография
Дебора Гравенстейн родилась 20 августа 1974 года в городе Толен провинции Зеландия в семье выходцев из Суринама. Активно заниматься дзюдо начала в возрасте пяти лет. Детство провела в Роттердаме, там же проходила подготовку в одной из местных секций.
Впервые заявила о себе в сезоне 1987 года, когда заняла третье место на чемпионате Нидерландов среди юниоров. Год спустя стала чемпионкой страны среди кадетов, неоднократно выигрывала серебряные и бронзовые медали в зачёте национальных первенств в различных возрастных категориях. Первую победу на международном уровне одержала в 1990 году на открытом турнире в Бельгии.
Начиная с 1993 года Гравенстейн выступала на взрослом уровне, хотя чемпионкой Нидерландов среди взрослых она впервые стала только в 1997 году, а до этого неизменно занимала на подиуме вторые и третьи места. В 1998 году попала в основной состав голландской национальной сборной и побывала на чемпионате Европы в испанском Овьедо, откуда привезла награду бронзового достоинства, выигранную в лёгкой весовой категории. В следующем сезоне, спустившись в полулёгкий вес, повторила это достижение на европейском первенстве в Братиславе, ещё через год на аналогичных соревнованиях в польском Вроцлаве вновь взяла бронзу. Благодаря череде удачных выступлений удостоилась права защищать честь страны на летних Олимпийских играх 2000 года в Сиднее — уже в стартовом матче потерпела здесь поражение от олимпийской чемпионки из КНДР Ке Сун Хи, тогда как в утешительных встречах за третье место после трёх побед в четвёртом поединке уступила китаянке Лю Юйсян.
В 2001 году в лёгком весе Гравенстейн завоевала серебряные медали на чемпионате Европы в Париже, где потерпела единственное поражение от представительницы Испании Исабель Фернандес, и на чемпионате мира в Мюнхене, где в решающем поединке проиграла кубинке Юрислейди Лупетей. В следующем сезоне на европейском первенстве в словенском Мариборе стала бронзовой призёршей. В 2003 году на мировом первенстве в японской Осаке добавила в послужной список ещё одну награду бронзового достоинства. Будучи в числе лидеров дзюдоистской команды Нидерландов, благополучно прошла квалификацию на Олимпийские игры 2004 года в Афинах — на сей раз выиграла у первых трёх соперниц, но на стадии полуфиналов уступила немке Ивонн Бёниш, которая в итоге и стала победительницей олимпийского турнира в лёгкой весовой категории. При всём при том, она выиграла финальный поединок утешительной турнирной сетки и получила тем самым бронзовую олимпийскую медаль.
Дальнейшая карьера Деборы Гравенстейн складывалась не так удачно, в короткий промежуток времени она потеряла младшую сестру и мать, а в мае 2005 года получила серьёзную травму шеи, в результате чего вынуждена была полностью пропустить два сезона. Тем не менее, в 2007 году она вернулась в большой спорт и на чемпионате Европы в Лиссабоне, хоть и не попала в число призёров, но завоевала олимпийскую лицензию. На Олимпийских играх 2008 года в Пекине одолела таких сильных соперниц как Кетлейн Квадрус из Бразилии, Исабель Фернандес из Испании, Сюй Янь из Китая. В решающей финальной встрече всё же потерпела поражение от итальянки Джулии Квинтавалле и была награждена серебряной олимпийской медалью.
После пекинской Олимпиады Гравенстейн ещё в течение некоторого времени оставалась в основном составе голландской национальной сборной и продолжала принимать участие в крупнейших международных турнирах. Так, в 2009 году она отправилась представлять страну на чемпионате Европы в Тбилиси, где заняла в лёгком весе пятое место. Вскоре по окончании этих соревнований приняла решение завершить карьеру профессиональной спортсменки, уступив место в сборной молодым голландским дзюдоисткам.